# Kanurennsport-Weltmeisterschaften 2005
Die 34. Kanurennsport-Weltmeisterschaften fanden vom 25. bis 28. August 2005 in der kroatischen Stadt Zagreb statt. Veranstaltet wurden die Weltmeisterschaften vom Internationalen Kanuverband (ICF).
Insgesamt wurden 27 Wettbewerbe in den Disziplinen Canadier und Kajak ausgetragen, wobei 18 bei den Männern und nur 9 bei den Frauen, da bei ihnen nur Kajak-Wettbewerbe ausgetragen wurden. Die Distanzen der Regatten betrugen 200 m, 500 m und 1000 m.

## Ergebnisse

### Männer

#### Canadier
| Event      | Gold                                                                          | Zeit     | Silber                                                                                        | Zeit     | Bronze                                                                                         | Zeit     |
| ---------- | ----------------------------------------------------------------------------- | -------- | --------------------------------------------------------------------------------------------- | -------- | ---------------------------------------------------------------------------------------------- | -------- |
| C-1 200 m  | Ukraine Valentin Demyanenko                                                   | 39.264   | Russland Maxim Opalew                                                                         | 39.588   | Kasachstan Zhomart Satubaldin                                                                  | 39.984   |
| C-1 500 m  | Deutschland Andreas Dittmer                                                   | 1:48.409 | Polen Paweł Baraszkiewicz                                                                     | 1:49.065 | Russland Maxim Opalew                                                                          | 1:49.609 |
| C-1 1000 m | Deutschland Andreas Dittmer                                                   | 3:57.119 | Spanien David Cal                                                                             | 3:58.421 | Kanada Richard Dalton                                                                          | 4:00.617 |
| C-2 200 m  | Russland Jewgeni Ignatow Nikolai Lipkin                                       | 36.978   | Deutschland Christian Gille Tomasz Wylenzek                                                   | 37.002   | Kuba Serguey Torres Karel Aguilar                                                              | 37.242   |
| C-2 500 m  | Deutschland Christian Gille Tomasz Wylenzek                                   | 1:39.851 | Ungarn György Kozmann György Kolonics                                                         | 1:40.175 | Kuba Serguey Torres Karel Aguilar                                                              | 1:40.271 |
| C-2 1000 m | Deutschland Christian Gille Tomasz Wylenzek                                   | 3:37.048 | Kuba Serguey Torres Karel Aguilar                                                             | 3:38.080 | Ungarn György Kozmann György Kolonics                                                          | 3:39.130 |
| C-4 200 m  | Russland Alexander Kowaljow Alexander Kostoglod Roman Krugljakow Maxim Opalew | 33.867   | Tschechien Petr Procházka Petr Fuksa Petr Netušil Jan Břečka                                  | 34.017   | Belarus Aliaksandr Kurliandchyk Aljaksandr Schukouski Semen Saponenko Aljaksandr Bahdanowitsch | 30.565   |
| C-4 500 m  | Rumänien Loredan Popa Silviu Simioncencu Florin Popescu Iosif Chirilă         | 1:30.602 | Belarus Dsmitryj Rabtschanka Dsmitryj Wajzischkin Konstantin Shcharbak Aljaksandr Waltschezki | 1:31.298 | Polen Andrzej Jezierski Michał Śliwiński Michał Gajownik Adam Ginter                           | 1:31.916 |
| C-4 1000 m | Polen Wojciech Tyszyński Michał Śliwiński Andrzej Jezierski Michał Gajownik   | 3:17.407 | Rumänien Constantin Popa Loredan Popa Florin Mironcic Petre Condrat                           | 3:17.863 | Deutschland Robert Nuck Stefan Holtz Thomas Luck Stephan Breuing                               | 3:20.479 |

#### Kajak
| Event      | Gold                                                                             | Zeit     | Silber                                                                | Zeit     | Bronze                                                                           | Zeit     |
| ---------- | -------------------------------------------------------------------------------- | -------- | --------------------------------------------------------------------- | -------- | -------------------------------------------------------------------------------- | -------- |
| K-1 200 m  | Spanien Carlos Pérez                                                             | 35.289   | Polen Tomasz Mendelski                                                | 35.697   | Russland Anton Rjachow                                                           | 35.733   |
| K-1 500 m  | Australien Nathan Baggaley                                                       | 1:36.980 | Deutschland Lutz Altepost                                             | 1:37.076 | Kanada Adam Van Koeverden                                                        | 1:37.082 |
| K-1 1000 m | Norwegen Eirik Verås Larsen                                                      | 3:29.165 | Kanada Adam Van Koeverden                                             | 3:29.841 | Australien Nathan Baggaley                                                       | 3:30.069 |
| K-2 200 m  | Serbien und Montenegro Dragan Zoric Ognjen Filipović                             | 32.253   | Litauen Alvydas Duonėla Egidijus Balčiūnas                            | 32.277   | Polen Marek Twardowski Adam Wysocki                                              | 32.499   |
| K-2 500 m  | Deutschland Ronald Rauhe Tim Wieskötter                                          | 1:27.583 | Polen Marek Twardowski Adam Wysocki                                   | 1:29.005 | Litauen Alvydas Duonėla Egidijus Balčiūnas                                       | 1:29.347 |
| K-2 1000 m | Ungarn Roland Kökény Gábor Kucsera                                               | 3:18.692 | Deutschland Andreas Ihle Marco Herszel                                | 3:18.722 | Norwegen Mattis Næss Jacob Norenberg                                             | 3:18.836 |
| K-4 200 m  | Ungarn Viktor Kadler István Beé Balázs Babella Gergely Gyertyános                | 30.211   | Deutschland Norman Bröckl Björn Bach Björn Goldschmidt Jonas Ems      | 30.301   | Belarus Raman Petruschenka Aljaksej Abalmassau Dsjamjan Turtschyn Wadsim Machneu | 30.565   |
| K-4 500 m  | Belarus Raman Petruschenka Aljaksej Abalmassau Dsjamjan Turtschyn Wadsim Machneu | 1:20.898 | Slowakei Michal Riszdorfer Juraj Tarr Andrej Wiebauer Róbert Erban    | 1:20.994 | Italien Franco Benedini Jaka Jazbec Luca Piemonte Antonio Scaduto                | 1:22.634 |
| K-4 1000 m | Deutschland Lutz Altepost Norman Bröckl Björn Bach Arnd Goldschmidt              | 2:56.282 | Slowakei Michal Riszdorfer Richard Riszdorfer Erik Vlček Róbert Erban | 2:56.558 | Polen Paweł Baumann Marek Twardowski Adam Wysocki Przemysław Gawrych             | 2:57.848 |

### Frauen

#### Kajak
| Event      | Gold                                                                                 | Zeit     | Silber                                                                              | Zeit     | Bronze                                                                   | Zeit     |
| ---------- | ------------------------------------------------------------------------------------ | -------- | ----------------------------------------------------------------------------------- | -------- | ------------------------------------------------------------------------ | -------- |
| K-1 200 m  | Spanien Teresa Portela                                                               | 40.756   | Ungarn Szilvia Szabó                                                                | 41.380   | Kanada Karen Furneaux                                                    | 41.542   |
| K-1 500 m  | Deutschland Nicole Reinhardt                                                         | 1:50.407 | Kanada Karen Furneaux                                                               | 1:51.379 | Ungarn Erzsébet Viski                                                    | 1:51.565 |
| K-1 1000 m | Deutschland Katrin Wagner-Augustin                                                   | 4:00.494 | Ungarn Dalma Benedek                                                                | 4:01.406 | Kanada Karen Furneaux                                                    | 4:03.200 |
| K-2 200 m  | Ungarn Katalin Kovács Natasa Janics                                                  | 37.101   | Spanien Teresa Portela Jana Šmidáková                                               | 38.013   | Deutschland Birgit Fischer Fanny Fischer                                 | 38.127   |
| K-2 500 m  | Ungarn Katalin Kovács Natasa Janics                                                  | 1:39.704 | Österreich Petra Schlitzer Viktoria Schwarz                                         | 1:42.458 | Frankreich Anne-Laure Viard Marie Delattre                               | 1:43.118 |
| K-2 1000 m | Ungarn Katalin Kovács Natasa Janics                                                  | 3:40.861 | Deutschland Maike Nollen Nadine Opgen-Rhein                                         | 3:42.931 | Polen Aneta Białkowska Joanna Skowroń                                    | 3:43.003 |
| K-4 200 m  | Deutschland Carolin Leonhardt Nicole Reinhardt Judith Hörmann Katrin Wagner-Augustin | 35.151   | Polen Iwona Pyżalska Małgorzata Czajczyńska Joanna Skowroń Beata Sokołowska-Kulesza | 36.111   | Spanien Isabel García Ana Varela Jana Šmidáková Teresa Portela           | 36.189   |
| K-4 500 m  | Deutschland Carolin Leonhardt Conny Waßmuth Judith Hörmann Katrin Wagner-Augustin    | 1:31.686 | Polen Aneta Białkowska Aneta Konieczna Joanna Skowroń Iwona Pyżalska                | 1:32.442 | Ungarn Tímea Paksy Dalma Benedek Szilvia Szabó Kinga Bóta                | 1:32.952 |
| K-4 1000 m | Ungarn Tímea Paksy Szilvia Szabó Erzsébet Viski Kinga Bóta                           | 3:20.701 | Rumänien Florica Vulpeş Mariana Ciobanu Lidia Talpă Alina Platon                    | 3:21.889 | Deutschland Birgit Fischer Maren Knebel Judith Hörmann Carolin Leonhardt | 3:21.901 |

## Medaillenspiegel
| Rang   | Nation                 | Gold | Silber | Bronze | Gesamt |
| ------ | ---------------------- | ---- | ------ | ------ | ------ |
| 1      | Deutschland            | 10   | 5      | 3      | 18     |
| 2      | Ungarn                 | 6    | 3      | 3      | 12     |
| 3      | Spanien                | 2    | 2      | 1      | 5      |
| 4      | Russland               | 2    | 1      | 2      | 5      |
| 5      | Polen                  | 1    | 5      | 4      | 10     |
| 6      | Rumänien               | 1    | 2      | -      | 3      |
| 7      | Belarus                | 1    | 1      | 2      | 4      |
| 8      | Australien             | 1    | -      | 1      | 2      |
|        | Norwegen               | 1    | -      | 1      | 2      |
| 10     | Serbien und Montenegro | 1    | -      | -      | 1      |
|        | Ukraine                | 1    | -      | -      | 1      |
| 12     | Kanada                 | -    | 2      | 4      | 6      |
| 13     | Slowakei               | -    | 2      | -      | 2      |
| 14     | Kuba                   | -    | 1      | 2      | 3      |
| 15     | Litauen                | -    | 1      | 1      | 2      |
| 16     | Österreich             | -    | 1      | -      | 1      |
|        | Tschechien             | -    | 1      | -      | 1      |
| 18     | Frankreich             | -    | -      | 1      | 1      |
|        | Italien                | -    | -      | 1      | 1      |
|        | Kasachstan             | -    | -      | 1      | 1      |
| Gesamt | Gesamt                 | 27   | 27     | 27     | 81     |